# Gao, Yibin
Gao, tidigare stavat Kaohsien, är ett härad som lyder under Yibins stad på prefekturnivå i Sichuan-provinsen i sydvästra Kina.